# Postulation (droit français)
Pour un article plus général, voir Postulation.
En droit français, la postulation est une règle d'organisation judiciaire et de procédure civile qui impose aux parties à un procès devant un tribunal judiciaire d'être représentées par un avocat inscrit dans un barreau du ressort de la cour d'appel dont dépend le tribunal judiciaire. L'obligation de postulation est prévue par les articles 1er, 5 et 10 de la loi n° 71-1130 du 31 décembre 1971 relative aux conditions d'exercice des avocats.
Dans le cadre du vote du projet de loi dit « Macron », il a été envisagé de supprimer cette obligation. La loi Macron du 6 août 2015, a finalement étendu la limite territoriale de la postulation. L'avocat choisi devait en effet avant cette loi, appartenir au barreau du ressort du tribunal judiciaire et non de la cour d'appel. Il existe en effet plusieurs tribunaux judiciaires dans le ressort d'une cour d'appel. 

## Définition et caractéristiques
L'avocat local, appelé « postulant », enregistre les actes de procédure au nom du client qui a pu faire le choix de l'avocat extérieur au ressort du tribunal pour rédiger les actes et venir plaider l'affaire.
L'intérêt de la règle est, pour le tribunal, d'avoir un avocat interlocuteur certain qui exerce à proximité, et pour l'avocat extérieur de ne pas être obligé de se déplacer lors de l'exécution de tout acte de procédure. 

## Modification de la postulation par la loi Macron
La loi dite "Loi Macron" modifie le régime de la postulation en l'élargissant au ressort des cours d'appel.
Il est procédé à un élargissement du champ de la postulation des avocats au ressort de la Cour d’appel. À ce jour, devant un tribunal judiciaire, chacune des parties doit être représentée par un avocat postulant appartenant au barreau du tribunal. À compter du 1er septembre 2016, peuvent être postulants tous les avocats appartenant à un barreau relevant de l'un des tribunaux judiciaires du ressort de la cour d'appel. Cet élargissement est assorti de quelques limitations et exceptions (notamment en ce qui concerne la licitation, la saisie immobilière ou l'aide juridictionnelle, actes ou procédures pour lesquels l'avocat doit toujours être celui du barreau. Cet élargissement de la postulation s'accompagne de la suppression du tarif de la postulation, laquelle est effective depuis le 8 août 2015. La suppression du tarif de postulation signifie que celle-ci fait désormais partie des honoraires, et non pas qu'elle est devenue gratuite. En novembre 2014, de nombreux cabinets d'avocats avaient lancé un mouvement de grève national : la perte de clients et de chiffre d'affaires était évidente pour les manifestants si le projet de loi devait être voté ; la raison officielle du mouvement de grève, néanmoins, n'est pas la perte de revenus, mais la défense des intérêts du justiciable et la création de « déserts juridiques ».
Il est à noter que la postulation ne s'applique pas devant les juridictions administratives. 